# Isle of Dogs

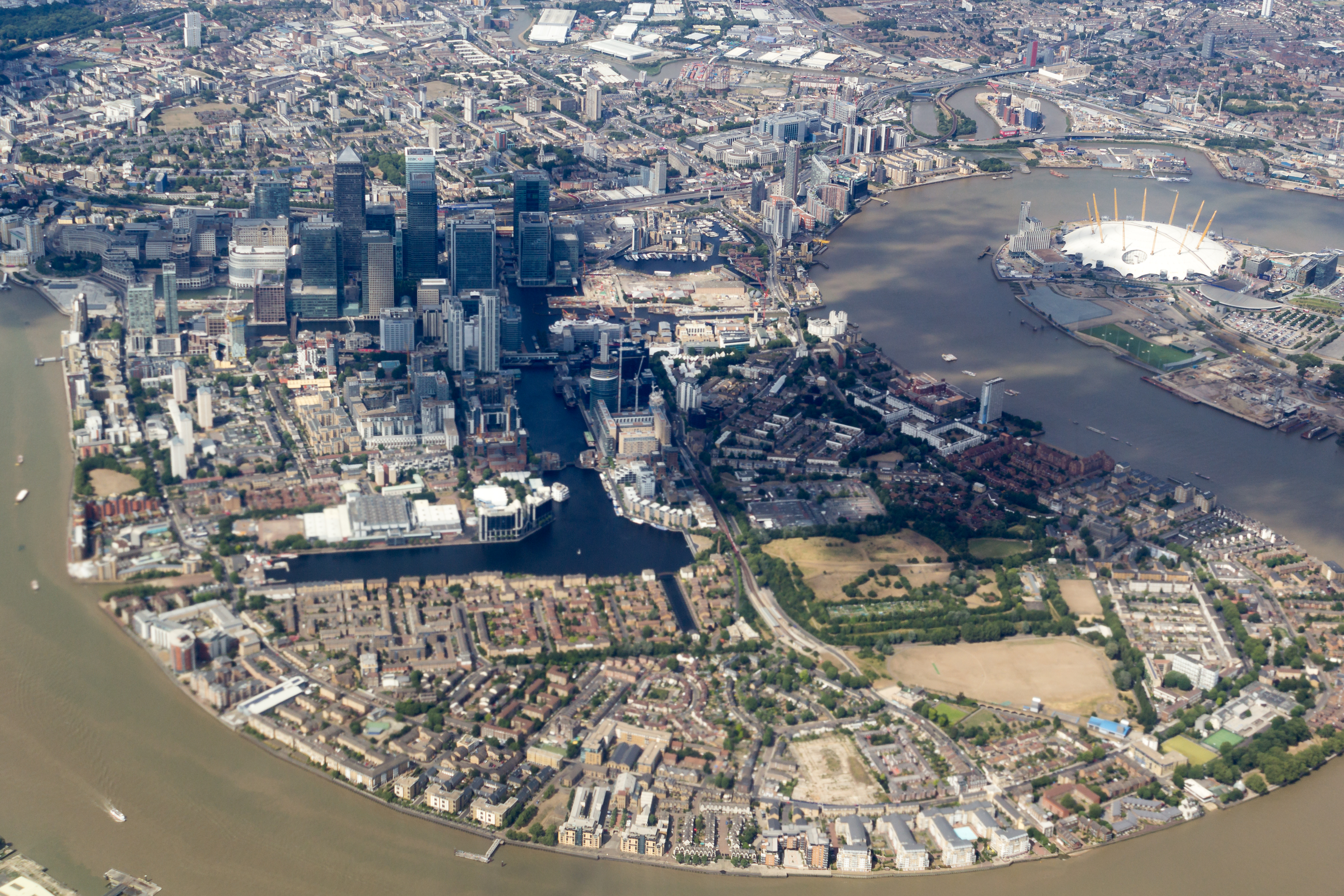
Halvön sedd från luften, 2015.

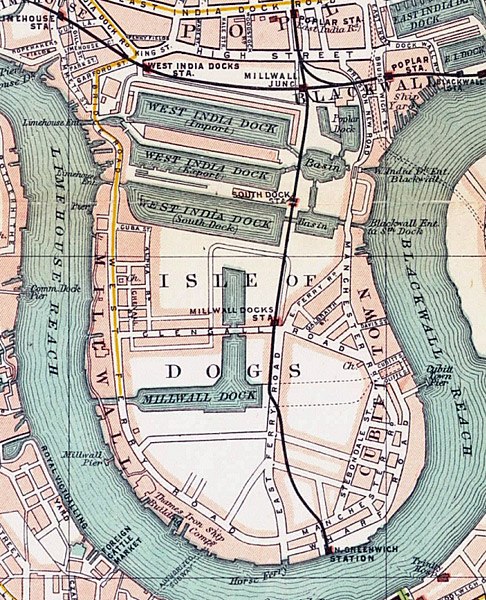
Karta över Isle of Dogs 1899.

Isle of Dogs är en halvö i Docklandsområdet i östra London, Storbritannien. Isle of Dogs är även en stadsdel (district) i London Borough of Tower Hamlets.
Halvön, som omges av floden Themsen på tre sidor, präglas ännu av kontraster, med såväl nya skyskrapor som en del mer nedgångna kvarter.